# Characodon
No confundir con Carcharodon, género de tiburones.
Characodon es un género de peces de agua dulce de la familia Goodeidae endémico de México. Incluye tres especies:
- Characodon audax Smith y Miller, 1986
- Characodon garmani Jordan y Evermann, 1898
- Characodon lateralis Günther, 1866